# جنيفر سوندرز
جنيفر سوندرز هي لاعبة كرة الراح ‏ كندية، ولدت في 18 نوفمبر 1976 في تومبسون في كندا.

## روابط خارجية
- جنيفر سوندرز على موقع اللجنة الأولمبية الكندية (الإنجليزية)